# Alberto Corradi
Alberto Corradi (Verona, 4 dicembre 1971) è un fumettista, scrittore, saggista e pittore italiano.

## Biografia
Nato a Verona, all'età di 18 anni lascia la città natale per Venezia. Qui frequenterà i corsi di Lettere con indirizzo Archeologico Medievale presso la Università Ca' Foscari, laureandosi nel 2001.
Nella vicina Treviso conoscerà Massimo Perissinotto e Omar Martini, con cui fonderà nel 1993, insieme al grafico e fumettista mestrino Maurizio Ercole, la rivista Snuff. Corradi dal 2001 fino al 2009 ha proseguito l'esperienza editoriale iniziata con Snuff con la casa editrice Black Velvet. Con Maurizio Ercole ha lavorato come redattore per le case editrici Akromedia e Musa Edizioni di Mestre (Venezia) dal 1996 al 1998.
Ha collaborato a varie riviste e antologie italiane tra cui Comix, Blue, L'Ostile, Neural, Kerosene, Tattoo Comix, Frontiera, Umberto Baccolo's (n)INFOmaniac e straniere (Stripburger, Mutate & Survive, Stereoscomic Gigantic, Strip Art Vizura, 106U, Silent Wall, Le Dernier Cri). Dal giugno 2006 al dicembre 2013 collabora con la rivista di Repubblica XL, creando i personaggi di Mostro & Morto, mentre per Linus dal 2010 al 2013 realizza la serie Conte Vlad. Dal 2011 è entrato a far parte del gruppo di artisti che collaborano con Smemoranda.
Ha pubblicato i mini-comic Cronache da Apatolandia (Mezzoterraneo Edizioni) e ! (Lo Sciacallo Elettronico - De Falco Edizioni), l'antologia senza parole Regno di Silenzio (NPE) e il romanzo grafico Smilodonte (Black Velvet Editrice).
Nell'editoria per l'infanzia ha pubblicato Il mostro nella tazzina (Travenbooks), da cui successivamente ha tratto l'omonima serie a fumetti senza parole pubblicata da settembre 2013 a maggio 2016 sulle pagine del GBaby Archiviato il 20 settembre 2017 in Internet Archive., mensile prescolare delle Edizioni San Paolo. Nel 2007 ha illustrato La Macchia su testi di Arne Svingen (Adriano Salani Editore).
Nel 2006 è entrato a far parte del movimento pittorico Pop Surrealist italiano. Ha partecipato a mostre personali e collettive in Italia, Corea del Sud, Francia, Macedonia, Messico, Portogallo, Serbia, Slovenia, Stati Uniti e Svezia.
Dal 2011 al 2016 ha curato le mostre internazionali del Treviso Comic Book Festival, ospitate presso la Fondazione Benetton Studi e Ricerche. Il 2013 ha visto la nascita del progetto e supergruppo di artisti QU4TTRO (Alberto Corradi, Diavù, Massimo Giacon, Ale Giorgini), inauguratosi con OFFICIN4 durante le giornate della AAF (Affordable Art Fair) di Milano. Nel 2016 ha curato con i colleghi Diavù e Massimo Giacon il volume antologico XL Comics (Panini 9L), che raccoglie la quasi totalità delle storie a fumetti apparse su La Repubblica XL. Nel 2017 fa parte del team di illustratori di Il Manuale Illustrato dell’Idiota Digitale di Diego Cajelli (Panini Comics Italia).
Dopo aver vissuto otto anni (2002-2009) a Bologna, risiede e lavora a Verona.

## Opere
Fumetto
- Smilodonte (fumetto - romanzo grafico) Black Velvet Editrice, 2007
- Regno di Silenzio (fumetto - antologia) NPE, 2007
- ! (fumetto) Lo Sciacallo Elettronico / De Falco Edizioni, 2002
- Cronache da Apatolandia (fumetto) Mezzoterraneo Edizioni, 2000

Illustrazione Infanzia
- La Macchia (illustrazione infanzia, testi di Arne Svingen) Adriano Salani Editore, 2007
- Il mostro nella tazzina (illustrazione infanzia) Travenbooks, 2006

Narrativa
- La Sete: 15 vampiri italiani (antologia racconti, a cura di A.Corradi & M.Perissinotto) Coniglio Editore, 2009
- Malefica: 13 fiabe crudeli (antologia racconti, a cura di Luigi Boccia & Nicola Lombardi) Edizioni Il Foglio, 2003
- Passi nel delirio (antologia racconti, a cura di Graziano Braschi) Addictions Edizioni, 2000
- Un trapano nel cervello (antologia racconti, a cura di M.Perissinotto & Matt Fucile) MUSA Edizioni, 1996

Saggistica
- Creature d'Oriente (saggio, con Maurizio Ercole) Tarab Edizioni, 1998
- Godzilla il re dei mostri (saggio, con Maurizio Ercole) Musa Edizioni, 1997
- Le follie di Nantokanarudesho! (saggio, con Saburo) Musa Edizioni, 1997
- Hayao Miyazaki: Viaggio nel mondo dei bambini (saggio) Akromedia Edizioni, 1996

## Mostre
- 2018 - European Cultural Heritage through comics and illustration Pančevo (Spazio Vojvodina - Nova Festival)
- 2018 - In grande stile: i fumetti di Repubblica XL Archiviato il 14 febbraio 2018 in Internet Archive.Roma (WEGIL)
- 2017 - XL Comics Longiano (Fondazione Tito Balestra)
- 2017 - Characters Vicenza (Qu.bi Gallery - Illustri Festival)
- 2016 - Exit Voto Roma (Parione 9 Gallery)
- 2015 - Like a virgin Roma (Sacripante Gallery)
- 2014 - Paperair Milano (Milano Design Week 2014)
- 2014 - Pop Alone Roma-personale (Hangar Tattoo Gallery)
- 2013 - Be my toys Parigi (Les viaduc des art)
- 2013 - QU4TTRO Bolzano (Museion Museo d'Arte Contemporanea)
- 2012 - Taetrum et Dulce: Lux in Tenebris Los Angeles (Distinction Gallery)
- 2012 - MM - Hasta la Muerte Perugia (Miomao Gallery)
- 2011 - Cosmic Caos: le pop creature di Alberto Corradi Roma-personale (Mondopop International Gallery)
- 2011 - Dumb Eye Reloaded Milano-personale (Officine Morghen)
- 2011 - Connections and places: paintings & drawings by Knut Larsson, Alberto Corradi, Devlin Shea & Carina Björck Stoccolma (Carina Björck Gallery)
- 2010 - GO(L)D: le divinità di Alberto Corradi Treviso-personale (Eden Café)
- 2010 - Dumb Eye: the silly flow of time Stoccolma-personale (Carina Björck Gallery)
- 2010 - Urban Superstar: Back from Black Napoli (MADRE Museo d'Arte Moderna)
- 2009 - Mostra Mostro: il mondo di Alberto Corradi Treviso-personale (Ma.Pi.Ro Gallery)
- 2008 - Fumetto al Museo Capodimonte (Museo di Capodimonte)
- 2006 - Balloons: il nuovo fumetto italiano Roma (MLAC Museo d'Arte Contemporanea)
- 2003 - I mostri e le ossa Bologna-personale (Biblioteca J.L.Borges)
- 2003 - The future already here Seul (Ilmin Museum of Art)
- 2001 - Ossario Treviso-personale (Libreria Sottomondo)